# Уваровка (Омская область)
Уваровка — деревня в Большереченском районе Омской области России. Входит в состав Чебаклинского сельского поселения.

## География
Деревня находится на востоке центральной части Омской области, северо-восточнее села Чебаклы, на расстоянии примерно 38 километров (по прямой) к западу-юго-западу (WSW) от посёлка городского типа Большеречье, административного центра района. Абсолютная высота — 100 метров над уровнем моря.

### Часовой пояс
Деревня Уваровка, как и вся Омская область, находится в часовой зоне МСК+3. Смещение применяемого времени относительно UTC составляет +6:00.

## Население
| 2002 | 2010 | 2021 |
| ---- | ---- | ---- |
| 132  | ↘79  | ↘17  |

Гендерный состав
По данным Всероссийской переписи населения 2010 года в гендерной структуре населения мужчины составляли 44,3 %, женщины — соответственно 55,7 %.
Национальный состав
Согласно результатам переписи 2002 года, в национальной структуре населения русские составляли 97 %.

## Улицы
Уличная сеть деревни состоит из двух улиц (ул. Совхозная и ул. Школьная).